# Halapoulivaati Vaitai
(en) Statistiques sur pro-football-reference
Halapoulivaati Vaitai (né le 16 juin 1993 à Fort Worth au Texas) est un joueur américain de football américain évoluant au poste d'offensive tackle.

## Biographie

### Sa jeunesse
Vaitai intègre le lycée Halton (en) où il joue au football américain en compagnie de ses deux jeunes frères jumeaux. Halapoulivaati joue au poste de tacle, Will en tant que garde gauche et Kevin au centre. 
Vaitai est classé dans les 40 meilleurs lycéens de ligne offensif du pays et 3e du Texas au terme de sa saison senior (2011–2012). Il reçoit des offres pour une bourse universitaire de Texas Christian (TCU), de Michigan State, de Texas Tech, d'Arkansas et d'Utah.

### Carrière universitaire
Il s'engage avec l'université de Texas Christian et y joue pour l'équipe des Horned Frogs au sein de la Big 12 Conference de la NCAA Division I FBS de 2012 à 2015.
En tant que freshman en 2012, Vaitai participe à cinq rencontres comme remplaçant au poste d'offensive lineman. La saison suivante en tant que sophomore, il participe à douze matchs dont sept comme titulaire. Il joue au poste de tacle droit lors de cinq matchs et au poste de tacle gauche pour les deux autres.En 2014 lors de son année junior, il est désigné titulaire au poste de tacle droit pour toute la saison. Il permet à son équipe d'être classée deuxième du pays pour la moyenne des points inscrits sur une rencontre avec 46,5 points inscrits en moyenne par match et d'être classée cinquième à égalité au nombre de yards gagné par match avec 533 yards. Cela lui vaut d'être sélectionné dans la deuxième équipe type de la Big 12 Conference. En 2015, lors de son année senior, il joue 12 des 13 matchs de la saison dont 10 comme titulaire. La ligne offensive dont il fait partie permet à son équipe de gagner plus de 1 000 yards tant à la course qu'en réception ce qui n'était arrivé qu'une seule fois dans l'histoire des Horned Frogs. Il est de nouveau sélectionné dans la deuxième équipe type de la Big 12 par les entraîneurs et l'Associated Press.

### Carrière professionnelle

#### Eagles de Philadelphie
Il est choisi en 164e position lors du 5e tour de la draft 2016 de la NFL par la franchise des Eagles de Philadelphie, et y signe le 6 mai 2016 un contrat de quatre ans pour un montant de 2 565 124 $,.
Substitut en début de saison, il est titularisé lors du cinquième match des Eagles après une suspension de 10 matchs de Lane Johnson. Il se blesse toutefois au genou après 6 rencontres ce qui met un terme à sa saison.
L'année suivante, il est de nouveau désigné remplaçant au poste de tacle droit, mais une blessure du tacle gauche Jason Peters durant la 7e semaine lui permet d'être titularisé à ce poste pour le reste de la saison et pour la phase finale. Il remporte le Super Bowl LII après la victoire des Eagles contre les Patriots de la Nouvelle-Angleterre.

#### Lions de Détroit
Le 26 mars 2020, il signe un contrat de cinq ans d'une valeur de 50 millions de dollars avec les Lions de Détroit,,. Il est placé sur la liste des réservistes blessés le 25 novembre 2020et est réactivé le 19 décembre 2020.

## Vie privée
Vaitai, originaire des Îles Tonga, est le fils de Talikavili et de Shirley Vaitai. Il est marié avec Caitlin Diaz, une ancienne joueuse de basketball de TCU.